# اچ‌ام‌اس فورس (۱۹۱۸)
اچ‌ام‌اس فورس (۱۹۱۸) (به انگلیسی: HMS Forres (1918)) یک کشتی بود که طول آن ۲۳۱ فوت (۷۰ متر) بود. این کشتی در سال ۱۹۱۸ ساخته شد.